# 永井寺 (古河市)
永井寺（えいせいじ）は、茨城県古河市西町（西片町）にある曹洞宗の寺院。正式には、山号を龍渓山、院号を大雄院、寺号を永井寺という。

## 歴史
江戸時代の寛永3年（1626年）、古河城主永井直勝が開基（子の尚政が父の追善供養のため建立）し、永井家の菩提寺となった。 古河城観音寺曲輪の堀を挟んだ北側に隣接し、追手門に近い武家地に立地していた。 

## 文化財
- 永井家墓所：　初代永井直勝の墳墓・宝篋印塔、2代尚政と3代尚征、弟の尚庸の供養塔、および、 林羅山撰文の直勝顕彰碑がある。古河市指定文化財（史跡）。[2]
- 小山霞外の墓：　もとは江戸町（中央町）の小山家屋敷にあったが、昭和24年（1949年）に改葬されたもの。子の梧岡、孫の遜堂の墓もある。古河市指定文化財（史跡）。[3]　霞外は幕末に活躍した著名な書家であり、自在な唐様の書風を確立。門人は古河・江戸にて数千人に及んだという[4]。市指定文化財（有形民俗）となっている日光街道道標は霞外の揮毫による[5]。
- 小高益卿の墓：　益卿は土井利厚の時代に、古河藩の藩校である盈科堂で教授を務めた。古河市指定文化財（史跡）。[6]
- 絹本着色永井直勝肖像画：　晩年の衣冠束帯姿が描かれている。小牧・長久手の戦いの戦傷により左人差し指を失った姿のままになっている。一幅　縦137cm、横82cm。古河市指定文化財（絵画）。[7]
- 後陽成天皇口宣案：　文禄4年（1595年）、永井直勝が豊臣秀吉の推薦で官位を授けられた時のもの。従五位下と右近大夫おのおのについて、１通ずつ残されている。古河市指定文化財（古文書）。[8]
- 永井尚政永井寺定書：　承応元年（1652年）、山城（京都）淀城主となっていた前古河城主・永井尚政が定めた永井寺の規則。幕府や古河城主の法度に背かないこと、牢人には宿を貸さないことが定められている。古河市指定文化財（古文書）。[9]
- 本多忠良寄進状：　享保17年（1732年）、古河城主の本多忠良が実母の墓所を設ける際に、畑５反・白銀25枚を寄進したときのもの。古河市指定文化財（古文書）。[10]
- 伊藤・平井寄進状：　宝暦9年（1759年）、古河城主本多氏の石見国転封の際に、家臣2名が祖母と親の菩提を弔うように畑を永仙院に寄進したときのもの。永仙院が廃寺になった際に引き継いだと考えられる。古河市指定文化財（古文書）。[11]
- 遠藤与五衛門寄進状：　宝暦9年（1759年）、古河城主本多氏の石見国転封の際に、家臣であった遠藤与五衛門が祖父と父の永代供養料として、畑を永仙院に寄進したときのもの。永仙院が廃寺になった際に引き継いだと考えられる。古河市指定文化財（古文書）。[12]
- 文机： 古河城御三階櫓が取り壊されたとき、その扉を再利用してつくられたと伝わる文机が残されている。[13]

## 交通
- 鉄道
  - 東日本旅客鉄道（JR東日本）宇都宮線古河駅西口から徒歩17分（約1.4 km）、市内観光用無料レンタル自転車「コガッツ」利用可[14]
  - 東武日光線新古河駅東口から徒歩18分（約1.5 km）